# Avon (Connecticut)
Avon – miejscowość w USA, w stanie Connecticut, w hrabstwie Hartford.
Tereny Avon zostały zasiedlone w roku 1645, początkowo jako część pobliskiego Farmington. W roku 1830 wydzielono Avon jako oddzielną jednostkę.
W miejscowości znajduje się prestiżowa szkoła Avon Old Farms, otwarta w roku 1927.
W roku 2005, w rankingu najbezpieczniejszych miast USA magazynu „Money”, Avon znalazł się na trzecim miejscu.

## Religia
- Parafia pw. św. Anny (Church of Saint Ann)[1]
- Kongregacjonalistyczny kościół w Avon (Avon Congregational Church)[2]